# Мухах (Дагестан)
Мухах (Мухух) — село в Рутульском районе Дагестана. Входит в Кальяльский сельсовет.

## Географическое положение
Расположено на северном склоне Главного Кавказского хребта на реке Самур, в 40 км северо-западнее районного центра села Рутул.

## Население
| 1895 | 1926 | 1939 | 1970 | 1989 | 2002 | 2010 |
| ---- | ---- | ---- | ---- | ---- | ---- | ---- |
| 232  | ↘74  | ↘60  | ↗149 | ↘119 | ↗158 | ↗233 |
| 2021 |      |      |      |      |      |      |
| ↘195 |      |      |      |      |      |      |

Моноэтническое цахурское село.